# Bandidos e Balentes - Il codice non scritto
Bandidos e Balentes - Il codice non scritto è un film del 2017 diretto da Fabio Manuel Mulas. Nel 2021 il film è stato premiato come miglior action-thriller all'Universal Film Festival di New York.

## Trama
Sardegna, Anni Cinquanta. La vita di un paesino sardo viene raccontata attraverso Mintonia, una donna forte e determinata che ha perso figlio e marito per mano di alcuni banditi. Questo darà inizio ad un conflitto.

## Distribuzione
Il film è stato distribuito nelle sale cinematografiche italiane a partire dal 23 febbraio 2017.